# La Reforma, Angostura
La Reforma är en ort i Mexiko.   Den ligger i kommunen Angostura och delstaten Sinaloa, i den västra delen av landet, 1 100 km nordväst om huvudstaden Mexico City. La Reforma ligger 8 meter över havet och antalet invånare är 6 943.
Terrängen runt La Reforma är mycket platt. Havet är nära La Reforma åt sydväst.  La Reforma är det största samhället i trakten.